# 鳳邑舊城城隍廟
22°40′55.99″N 120°17′25.53″E / 22.6822194°N 120.2904250°E
鳳邑舊城城隍廟，簡稱舊城城隍廟，俗稱左營城隍廟，廟址位於高雄左營地區名勝的蓮池潭附近，主祀鳳山縣城隍勅封顯佑伯，每年的農曆五月十二日為主神城隍爺之聖誕日。每隔四至六年(視神意)舉行一次興隆內外里出巡遶境大典，為左營在地信仰的主要盛事之一，並於2018年9月10日登錄高雄市定民俗『鳳邑舊城城隍出巡』。

## 簡介

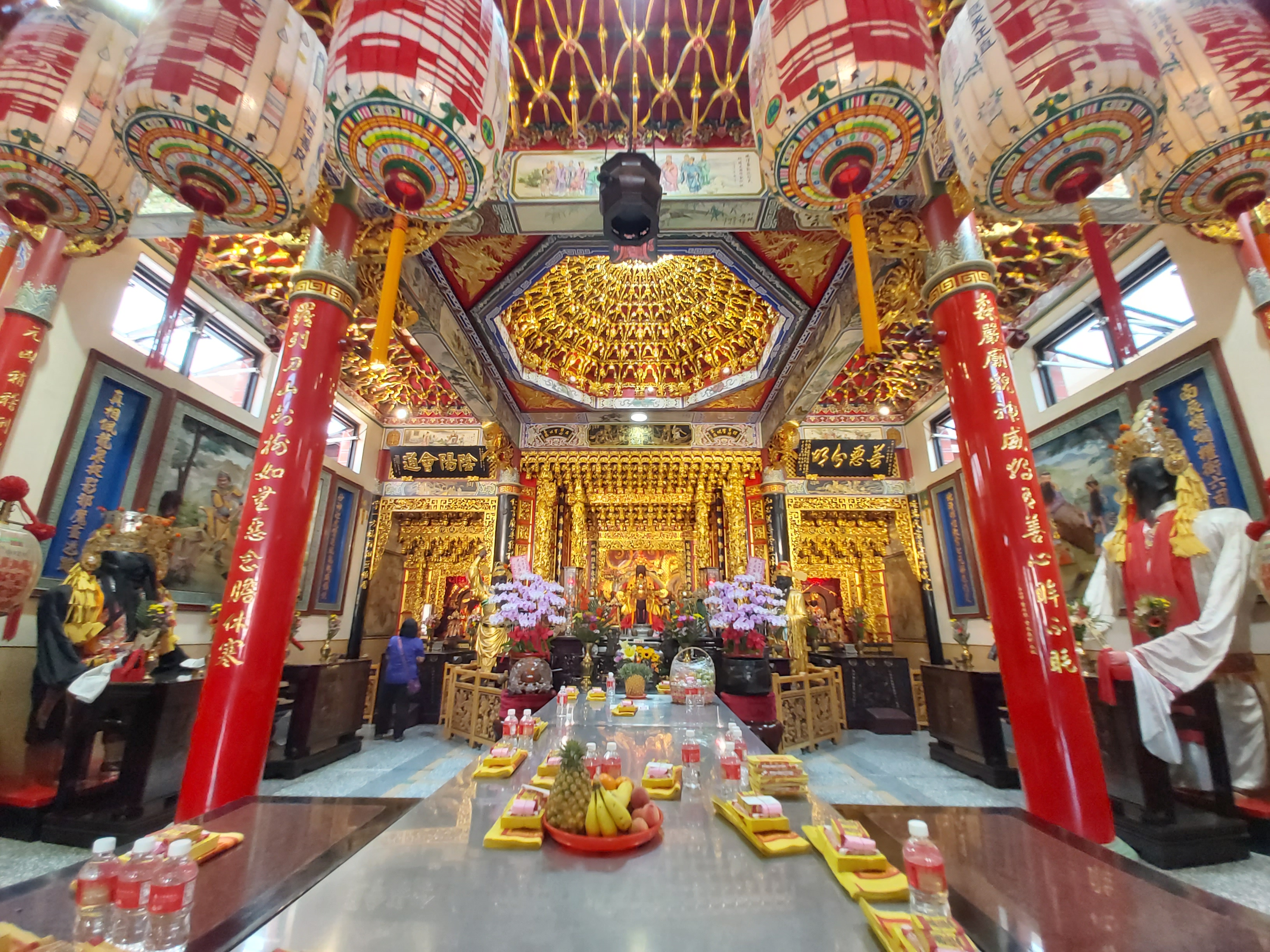
鳳邑舊城城隍廟正殿

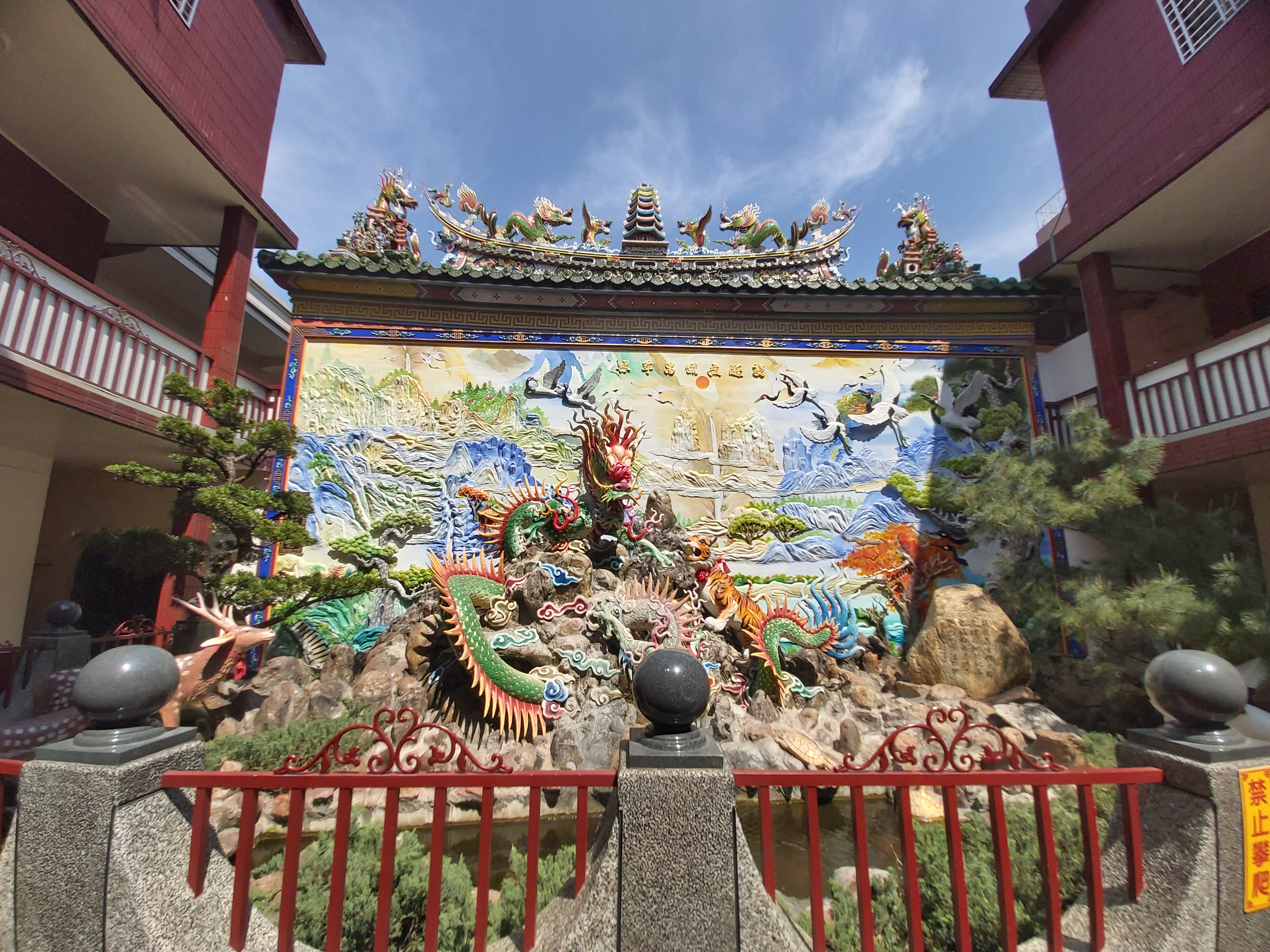
鳳邑舊城城隍廟中庭

清聖祖康熙四十三年（1704年）鳳山縣衙門始建，遂設草寮祭祀鳳山縣城隍。康熙五十七年（1718年）鳳山知縣李丕煜有感於「獨城隍缺焉未舉」（《鳳山縣志·新建城隍廟記》），乃捐俸祿興建鳳山縣城隍廟於興隆庄北郊，後來興建的鳳山縣城外（今埤子頭、左營店仔頂交界）。該廟城隍轄區北至二層行溪（今二仁溪）65里、南至沙馬磯頭（今恆春貓鼻頭）201里，西至打鼓仔港（今高雄港）10里、東至淡水溪（今楠梓仙溪）25里，南北長275里、東西廣約35里，這除了是古鳳山縣最初的行政範圍，也是舊城城隍廟城隍爺在信仰上最原始的職轄範圍。
清高宗乾隆五十一年（1787年），天地會林爽文起事反清，鳳山縣治受戰火之擾，殘破不堪，縣治遷至陂頭街（今鳳山區），因縣治遷移，鳳山縣城隍廟一度稱為興隆城隍廟；清仁宗嘉慶五年（1800年），知縣吳兆麟於鳳山縣新城鳳儀書院旁另建新城隍廟，而原鳳山縣城隍廟因位於舊城，遂更名為鳳邑舊城城隍廟。
鳳邑舊城城隍廟建造完成後，儒學吳策勳於乾隆五十八年（1793年）重修，職員陳大奎於清文宗咸豐六年（1856年）重修。台灣日治時期結束後，內惟李天輝、左營謝耀麟等又於1946年重修。1962年，由地方善信謝耀麟等人捐資重建，終於在1969年竣工。最近一次大整修於2018年，11月7日開始遷移至臨時行宮，歷經1年10個月整修完畢，神明移駕回正殿，2020年4月18日舉行入火安座。

## 奉祀神明
鳳邑舊城城隍廟主祀勅封顯佑伯城隍尊神，陪祀有註生娘娘、觀音佛祖、福德正神、太歲星君，配祀十八司爺、文武判官、牛頭馬面、日夜巡神、謝范將軍、虎爺公。

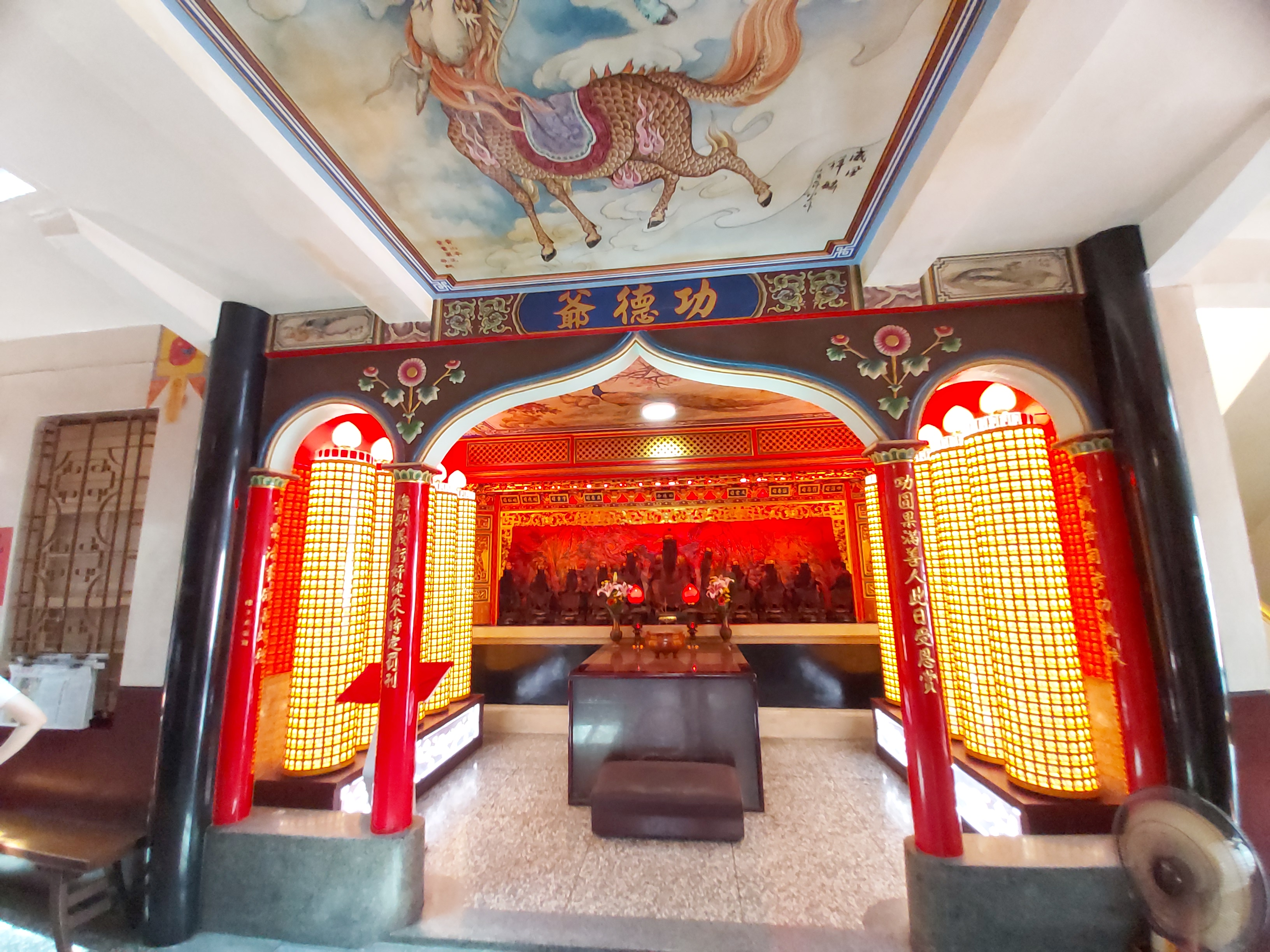
功德爺廳

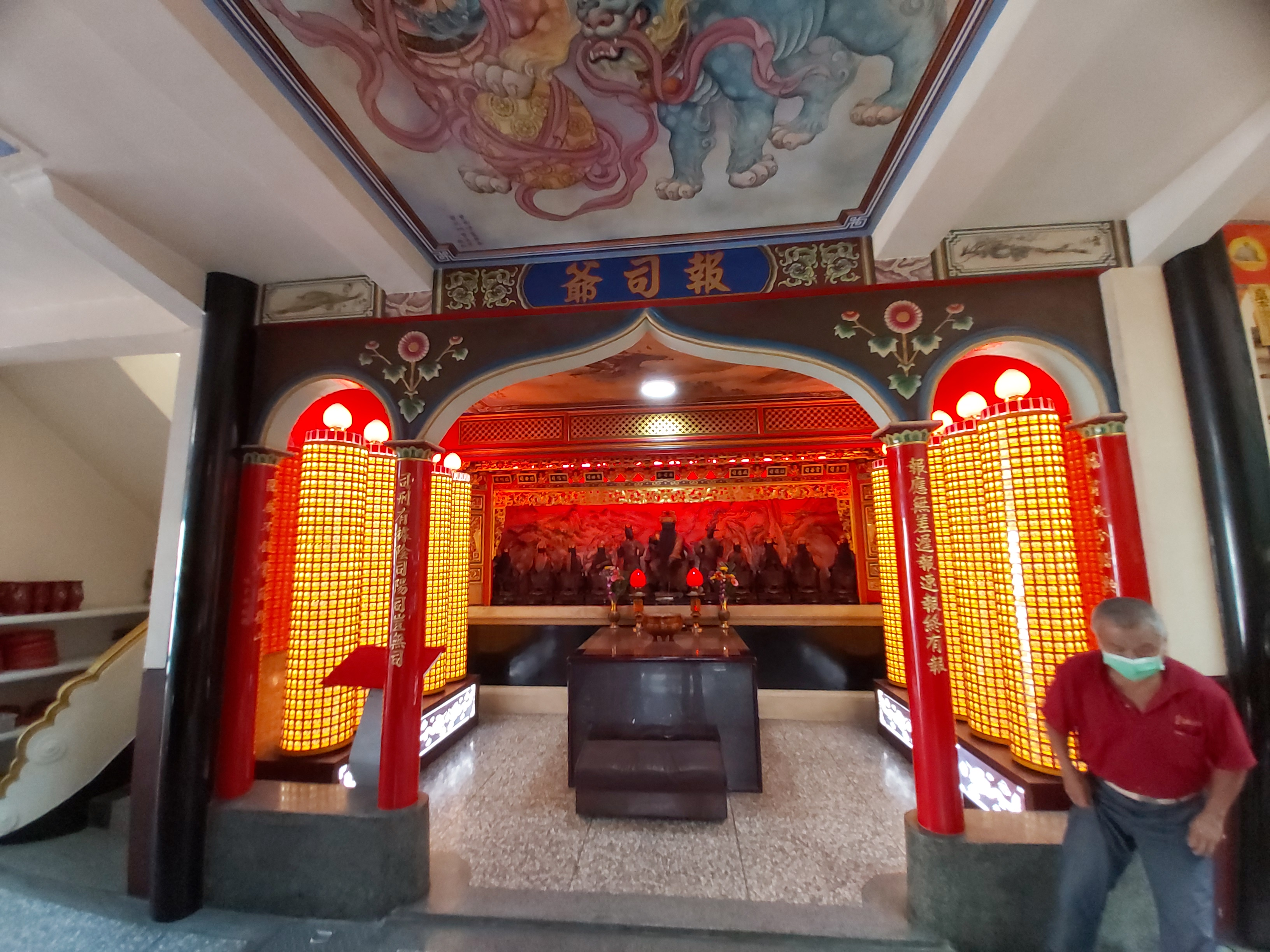
報司爺廳

城隍廟所奉祀之十八司爺分別為：功德爺、報司爺、文書司、感應司、良愿司、功考司、註壽司、註福司、掌案司、陰陽司、罰惡司、賞善司、驅疫司、保安司、檢簿司、稽查司、地獄司、提刑司，十八位司爺分開祀奉於「功德爺」與「報司爺」二廳，兩廳各祀奉有九位司爺。
在福德正神的神像兩側，奉祀有兩座祿位，分別是鳳山縣學訓導陳鼎元及臺灣南路營協鎮曾元福。

## 歷史定位
鳳邑舊城城隍廟，所奉祀之城隍尊神為鳳山縣城隍，勅封顯佑伯，奉祀年代始於1704年，為台灣歷史上第二悠久之「官封」城隍信仰，僅次於台灣府城隍廟。但直到1718年才於今鳳山縣舊城外建廟。

## 廟中對聯
清朝廍後舉人卓肇昌所寫：
|  | 為善必昌，為善不昌，祖宗必有餘殃，殃盡必昌； 作惡必亡，作惡不亡，祖宗必有餘德，德盡必亡。 |

## 自問心大算盤

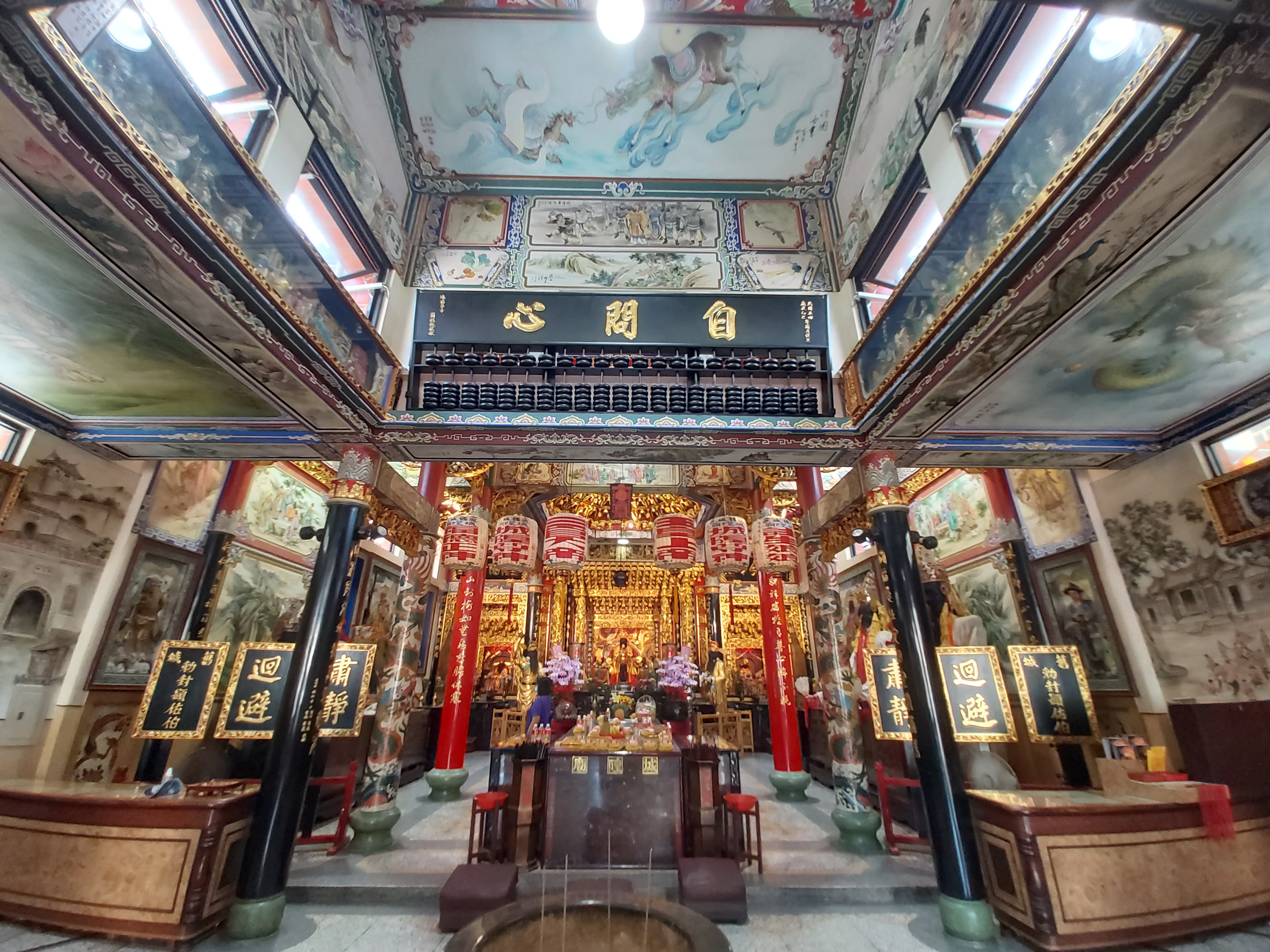
鳳邑舊城城隍廟正殿「自問心」

位於城隍廟正殿上方，為總數147顆算珠的自問心大算盤，是鳳邑舊城城隍廟之特色。普遍城隍廟宇中，皆供有一副算盤，命名為「自問心」，有開示來廟者所做之事捫心自問之意。現今，每當城隍出巡時，廟方也將自問心算盤，隨出巡遶境隊伍出巡，以展城隍信仰之特色。

## 興隆內外里十三公廟
鳳邑舊城城隍廟，現今管理方式，仍是依照傳統，由興隆內外里十三公廟，分別推派代表，與數位本廟代表共組管理委員會管理。興隆內外里十三公廟分別為：
- 左營元帝廟22°41′10.68″N 120°17′39.50″E / 22.6863000°N 120.2943056°E
- 左營豐穀宮22°41′25.85″N 120°17′45.45″E / 22.6905139°N 120.2959583°E
- 左營店仔頂慈德宮22°41′04.35″N 120°17′27.51″E / 22.6845417°N 120.2909750°E
- 廍後北極殿22°41′04.54″N 120°17′12.24″E / 22.6845944°N 120.2867333°E
- 埤子頭鎮福廟22°40′49.67″N 120°17′21.99″E / 22.6804639°N 120.2894417°E
- 新庄子青雲宮22°40′05.74″N 120°18′30.20″E / 22.6682611°N 120.3083889°E
- 新吉莊北極殿22°40′5.11″N 120°18′38.91″E / 22.6680861°N 120.3108083°E
- 覆鼎金保安宮22°39′58.81″N 120°19′38.75″E / 22.6663361°N 120.3274306°E
- 內惟鎮安宮22°39′32.38″N 120°16′47.69″E / 22.6589944°N 120.2799139°E
- 內惟青雲宮22°39′33.17″N 120°16′36.98″E / 22.6592139°N 120.2769389°E
- 龍目井龍泉宮22°39′10.22″N 120°16′25.29″E / 22.6528389°N 120.2736917°E
- 菜公豐谷宮22°40′38.40″N 120°18′56.00″E / 22.6773333°N 120.3155556°E
- 洲仔清水宮22°41′2.58″N 120°17′58.65″E / 22.6840500°N 120.2996250°E

## 重要活動
目前廟方的重要活動是約四年一次的興隆內外里出巡遶境，最早在1918年（歲次戊午年）即有相關紀錄，此後於1927年、1929年、1950年、1958年、1969年、1971年及1977年均有舉辦，此時期為不定期舉辦，至1997年始成為固定活動；最近一次是在2020~2021年（歲次庚子年），其源遠流長已獲高雄市政府文化局認可，成為高雄市定民俗。
※1993年2月21日～23日，舉行癸酉年科送金香積暨出巡遶境。
※1997年1月14日～19日，舉行丙子年科興隆內外里出巡遶境出巡遶境。先鋒官『菜公豐谷宮神農大帝』。
※2000年11月23日～26日，舉行庚辰年科興隆內外里出巡遶境。先鋒官『內惟青雲宮保生大帝』。
※2004年2月16日～22日，舉行甲申年科建廟三百周年慶出巡遶境暨全國城隍大會師。先鋒官『埤子頭鎮福廟福德正神』。
►►駐駕地點：第一天蚵子寮通安宮、第二天大社青雲宮、第三天紅毛港朝天宮、第四天內惟鎮安宮、第五天新庄子青雲宮、第六天覆鼎金保安宮。
※2008年1月1日～6日，舉行丁亥年科興隆內外里出巡遶境暨全國城隍大會師。先鋒官『菜公豐谷宮神農大帝』。
►►駐駕地點：第一天蚵子寮通安宮、第二天東港東福殿城隍廟、第三天內惟國小、第四天新吉莊北極殿、第五天覆鼎金保安宮。
※2009年高雄世運開幕式，受邀參加「萬民祈福」活動。
※2011年1月4日～9日，舉行庚寅年科興隆內外里出巡遶境。先鋒官『新庄子青雲宮保生大帝』。
►►駐駕地點：第一天蚵子寮通安宮、第二天大社青雲宮、第三天覆鼎金保安宮、第四天立信路、第五天龍目井龍泉宮。
※2011年10月16日，邀請鳳邑城隍廟城隍尊神、東港東福殿城隍廟城隍尊神、鳳邑廿四司一同參與『鳳邑新舊城城隍百年雙城會』。
※2014年9月4日，邀請東港東福殿城隍廟城隍尊神、戴將軍、陰陽司、鳳邑廿四司一同參與高雄市81氣爆重建繁榮禳災火醮祈福法會遶境。
※2016年7月8日~2016年7月9日，參與2016春天藝術節大戲《見城》演出。
※2016年12月27日～2017年1月1日，奉旨舉行丙申年科出巡興隆內外里遶境大典。先鋒官『內惟鎮安宮池府千歲』。
►►駐駕地點：第一天蚵子寮通安宮、第二天大社青雲宮、第三天覆鼎金保安宮、第四天新吉莊北極殿、第五天內惟鎮安宮。
※2018年3月3日~2018年3月4日，參與2018高雄春天藝術節大戲《見城》再次演出。
※2018年4月22日 邀請東港東福殿城隍廟鳳邑廿四司前往大甲與左營店仔頂慈德宮一同贊慶大甲鎮瀾宮媽祖遶境回鑾。
※2019年12月1日 受梓官城隍廟邀請，與鳳邑城隍廟、萬巒宗天宮一同舉辦『2019遇見城隍 與神同行 反毒、緝毒、反詐騙』遊行踩街。
※2020年4月18日 重修落成入火安座。10月4日慶成謝土大典。
※2020年12月27日～2021年1月2日，舉行『高雄市定民俗－鳳邑舊城城隍出巡』庚子年科出巡遶境。先鋒官『覆鼎金保安宮中壇元帥』。
►►駐駕地點：第一天援勦右神元宮、第二天蚵子寮通安宮、第三天東港東福殿城隍廟、第四天紅毛港朝鳳寺、第五天內惟青雲宮、第六天新庄子青雲宮。
※2023年12月23日 與鳳山鳳邑城隍廟城隍尊神相會在鳳山一同參與「鳳山光之季」暨鳳邑雙城會。
※2024年11月18日參與大甲鎮瀾宮重修慶成祈安七朝清醮。
※2025年01月18日 受鳳山鳳邑城隍廟城隍尊神邀請，再次相會在鳳山一同參與「鳳山光之季」暨鳳邑雙城會。
※2025年05月03日 受臺灣府城隍廟邀請，參加【府城隍巡城祭】，慶祝臺灣府城隍廟356周年暨台南府城建城300周年。

## 2012年遭縱火事件
2012年3月14日，23:35左右，遭一名男子縱火，廟門火燒焦黑。事後這名縱火犯遭到警方逮捕。嫌犯為住在左營區孔營路的李姓男子，具有過失傷害前科，被捕後表示是因為不滿廟中鬼神向他索命，所以縱火，警方依公共危險罪移送法辦。遭到毀壞的城隍廟廟門為著名廟宇畫師潘麗水之作品，為左營重要之文化瑰寶。

## 外部連結
- 官方网站
- 左營洲仔清水宮廟宇介紹
- 左營洲仔清水宮Facebook 粉絲專頁
- 鳳邑舊城城隍廟的Facebook專頁
- 鳳邑舊城城隍廟的Instagram帳戶
- 左營舊城城隍廟 （页面存档备份，存于）
- 鑒察司民 （页面存档备份，存于）